# Waynesboro (Georgia)
Waynesboro è una città degli Stati Uniti d'America, situata nello Stato della Georgia e in particolare nella contea di Burke, della quale è il capoluogo.